# Live à l'Astoria
Live à l'Astoria è un EP del gruppo Radiohead, uscito in VHS nel 1995 ed in DVD nel 2005.

## Disco
Il CD documenta il concerto tenutosi al London Astoria il 27 maggio 1994, per conto di MTV.
Del concerto esiste anche il filmato: Live at the Astoria, del quale vi sono il VHS, realizzato nel 2005, ed il DVD, pubblicato il 21 novembre del 2005 in Gran Bretagna e il giorno seguente negli Stati Uniti e in Canada.
Tutti i brani sono scritti dai Radiohead e pubblicati dalla Warner Chappell Music Ltd.

## Tracce
1. You (3:48)
2. Bones (3:08)
3. Ripcord (3:17)
4. Black Star (3:44)
5. Creep (4:10)
6. The Bends (3:56)
7. My Iron Lung (5:06)
8. Prove Yourself (2:24)
9. Maquiladora (3:16)
10. Vegetable (3:14)
11. Fake Plastic Trees (4:29)
12. Just (3:43)
13. Stop Whispering (5:16)
14. Anyone Can Play Guitar (4:16)
15. Street Spirit (Fade Out) (4:24)
16. Pop Is Dead (2:22)
17. Blow Out (6:14)